# Poecilimon ukrainicus
Poecilimon ukrainicus är en insektsart som beskrevs av Bei-bienko 1951. Poecilimon ukrainicus ingår i släktet Poecilimon och familjen vårtbitare. Inga underarter finns listade i Catalogue of Life.
Denna insekt förekommer i Ukraina, östra Polen, Moldavien och östra Bulgarien. Troligtvis finns den även i Rumänien och norra Turkiet. Den lever i låglandet och i bergstrakter upp till 1200 meter över havet. Poecilimon ukrainicus vistas främst i stäpper och andra torra gräsmarker.
Beståndet hotas av landskapets omvandling till jordbruksmark och av intensivt bruk av betesmarkerna. Populationen minskar även på grund av bekämpningsmedel. Poecilimon ukrainicus antas fortfarande vara talrik. IUCN listar arten som livskraftig (LC).

## Bildgalleri

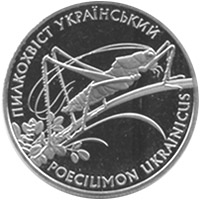
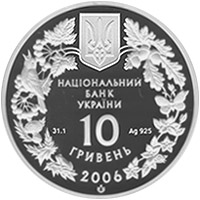
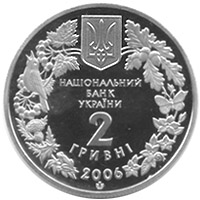